# سبنسر غوردون بينيت
سبنسر غوردون بينيت (بالإنجليزية: Spencer Gordon Bennet)‏ هو منتج أفلام ومخرج أمريكي، ولد في 5 يناير 1893 في بروكلين في الولايات المتحدة، وتوفي في 8 أكتوبر 1987 في سانتا مونيكا في الولايات المتحدة.

## وصلات خارجية
- سبنسر غوردون بينيت على موقع IMDb (الإنجليزية)
- سبنسر غوردون بينيت على موقع ألو سيني (الفرنسية)
- سبنسر غوردون بينيت على موقع أول موفي (الإنجليزية)
- سبنسر غوردون بينيت على موقع قاعدة بيانات الأفلام السويدية (السويدية)
- سبنسر غوردون بينيت على موقع قاعدة بيانات الفيلم (الإنجليزية)
- سبنسر غوردون بينيت على موقع كينوبويسك (الروسية)